# Rosellinia stenasca
Rosellinia stenasca är en svampart som beskrevs av Rick 1932. Rosellinia stenasca ingår i släktet Rosellinia och familjen kolkärnsvampar.   Inga underarter finns listade i Catalogue of Life.